# Jarrin Solomon
Jarrin Solomon (Albuquerque, 11 gennaio 1986) è un velocista trinidadiano, specializzato nei 400 metri piani.

## Palmarès
| Anno | Manifestazione          | Sede           | Evento        | Risultato  | Prestazione | Note                                                       |
| ---- | ----------------------- | -------------- | ------------- | ---------- | ----------- | ---------------------------------------------------------- |
| 2007 | Campionati NACAC        | San Salvador   | 400 m piani   | 6º         | 47"09       |                                                            |
| 2007 | Mondiali                | Osaka          | 4×400 m       | Batteria   | 3'02"92     |                                                            |
| 2009 | Campionati CAC          | L'Avana        | 400 m piani   | Batteria   | 46"89       |                                                            |
| 2009 | Campionati CAC          | L'Avana        | 4×400 m       | 6º         | 3'05"17     |                                                            |
| 2010 | Mondiali indoor         | Doha           | 400 m piani   | Batteria   | 48"37       |                                                            |
| 2010 | Giochi CAC              | Mayagüez       | 4×400 m       | Bronzo     | 3'04"07     |                                                            |
| 2011 | Campionati CAC          | Mayagüez       | 4×400 m       | Argento    | 3'01"65     |                                                            |
| 2011 | Mondiali                | Taegu          | 4×400 m       | Batteria   | 3'02"47     |                                                            |
| 2012 | Mondiali indoor         | Istanbul       | 400 m piani   | Batteria   | 47"82       |                                                            |
| 2012 | Mondiali indoor         | Istanbul       | 4×400 m       | Bronzo     | 3'06"85     | Record nazionale                                           |
| 2012 | Giochi olimpici         | Londra         | 4×400 m       | Bronzo     | 2'59"40     | Record nazionale                                           |
| 2013 | Campionati CAC          | Morelia        | 400 m piani   | Oro        | 45"54       |                                                            |
| 2013 | Campionati CAC          | Morelia        | 4×400 m       | Oro        | 3'02"19     |                                                            |
| 2013 | Mondiali                | Mosca          | 400 m piani   | Semifinale | 45"43       |                                                            |
| 2013 | Mondiali                | Mosca          | 4×400 m       | 5º         | 3'01"74     |                                                            |
| 2014 | Mondiali indoor         | Sopot          | 400 m piani   | Batteria   | 46"86       |                                                            |
| 2014 | World Relays            | Nassau         | 4×400 m       | Bronzo     | 2'58"34     | Record nazionale                                           |
| 2014 | Giochi del Commonwealth | Glasgow        | 400 m piani   | 6º         | 45"82       |                                                            |
| 2014 | Giochi del Commonwealth | Glasgow        | 4×400 m       | Bronzo     | 3'01"51     |                                                            |
| 2015 | World Relays            | Nassau         | 4×400 m       | 7º         | 3'03"10     |                                                            |
| 2015 | Giochi panamericani     | Toronto        | 400 m piani   | 5º         | 45"20       |                                                            |
| 2015 | Giochi panamericani     | Toronto        | 4×400 m       | Oro        | 2'59"60     | Miglior prestazione personale stagionale                   |
| 2015 | Mondiali                | Pechino        | 4×400 m       | Argento    | 2'58"20     | [ 1 ]                                                      |
| 2016 | Mondiali indoor         | Portland       | 4×400 m       | Bronzo     | 3'05"51     | Record nazionale                                           |
| 2016 | Giochi olimpici         | Rio de Janeiro | 4×400 m       | Batteria   | dq          |                                                            |
| 2017 | World Relays            | Nassau         | 4×400 m       | 4º         | 3'03"17     |                                                            |
| 2017 | World Relays            | Nassau         | 4×400 m mista | 7º         | 3'25"49     |                                                            |
| 2017 | Mondiali                | Londra         | 4×400 m       | Oro        | 2'58"12     | Miglior prestazione mondiale stagionale · Record nazionale |